# Groupement de soutien de la base de défense de Nancy
Le groupement de soutien de la base de défense de Nancy (GSBdD NCY) est un organisme militaire interarmées du service du commissariat des armées créé le 1er janvier 2011. Il est né du groupement de soutien de la base de défense expérimentale de Nancy, créé au 1er janvier 2009. Son rôle est de soutenir dans le domaine de l'administration générale et du soutien courant, toutes les unités militaires stationnées dans le périmètre de la Base de Défense (base aérienne 133, Lunéville, Nancy, Toul, Vandœuvre-lès-Nancy).
Son état-major, est depuis septembre 2009 situé au sein de la caserne Blandan à Nancy.